# Église Saint-Rémi de Leuilly-sous-Coucy
L'église Saint-Rémi est une église située à Leuilly-sous-Coucy, en France.

## Localisation
L'église est située sur la commune de Leuilly-sous-Coucy, dans le département de l'Aisne.